# 데이비드 S. 워드
데이비드 S. 워드(David S. Ward, 본명: David Schad Ward, 1945년 10월 25일 ~ )는 미국의 각본가이자 영화 감독이다. 그가 각본에 참여한 영화 스팅 (영화)과 시애틀의 잠 못 이루는 밤에서 아카데미상 후보에 들었고 이후 전자(스팅)에서 수상했다. 영국 아카데미 영화상, 골든 글로브상, 그리고 2개의 미국 작가 조합상 후보에 오르기도 했다.
로드섬 프로비던스에서 태어났다. 포모나 칼리지와 서던캘리포니아 대학교를 다녔다.

## 참여 작품

### 장편 영화
- 스팅 (영화)
- 메이저 리그 (영화)
- 킹 랄프
- 시애틀의 잠 못 이루는 밤
- 프로그램 (영화)
- 메이저 리그 2
- 잠망경을 올려라
- 라파예트 (영화)
- 블러드워크 (2012년 영화)